# Die anonyme Giddarischde

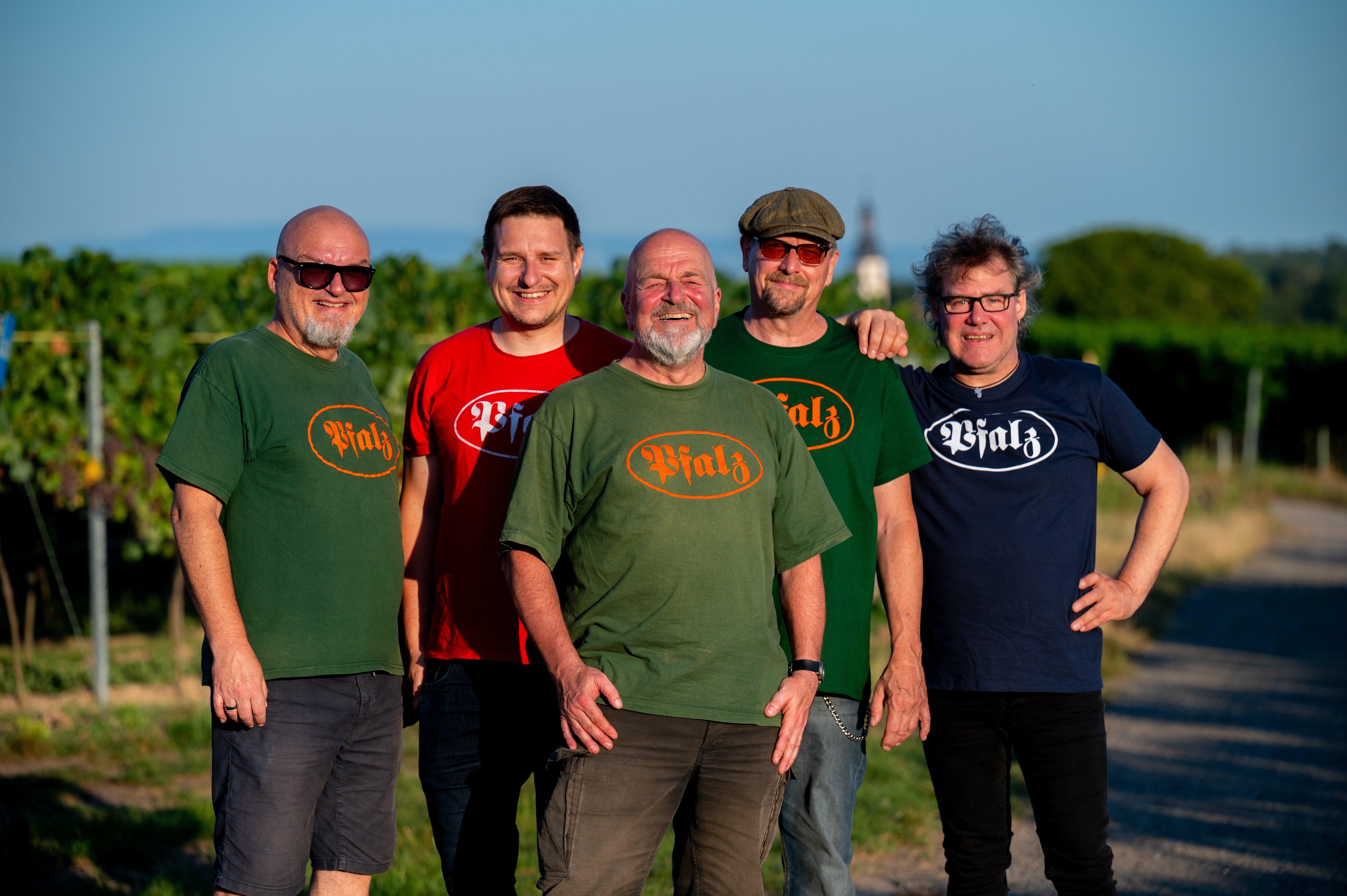
Die anonyme Giddarischde 2024

Die anonyme Giddarischde ist eine 1995 in Frankenthal gegründete Musikgruppe, die in Pfälzer Mundart Liedtexte dichtet und vertont.
Überregional bekannt wurde die Band in der deutschen Dramedy Pälzisch im Abgang, die 2015 im SWR ausgestrahlt wurde. Auf der Klosterruine Limburg spielte die Gruppe in authentischer Kulisse einen Weltuntergangssong. Weitere Bekanntheit erlangte die Band durch die SWR1 Rheinland-Pfalz Hitparade, bei welcher der Giddarischde Titel Palzlied meist unter den Top Ten platziert ist.

## Geschichte
Die Band wurde 1995 in einem Frankenthaler Haus der Jugend bei einem Gitarrenseminar von Michael Lange, Roman Nagel und dem Frontmann Edsel (Thomas Merz) gegründet. Der Gitarrist Joachim Kaul und der Schlagzeuger Stefan Brod kamen später hinzu.

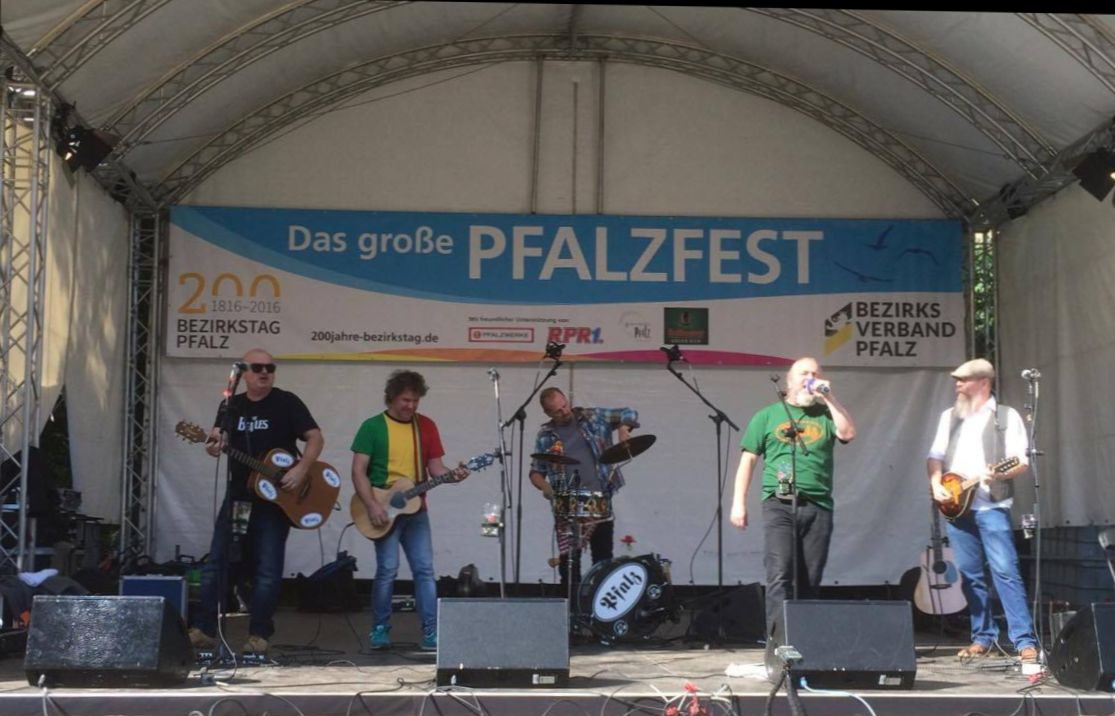
Die anonyme Giddarischde 2016

## Veröffentlichungen
- Geht‘s noch? (2021) (EP) (GIM Records)
- Ämool ääner fahre losse (Live-DVD und -CD, 2016) (GIM Records)
- ZwanZisch (2015) (GIM Records)
- Pälzer därfen des! (2014)
- Dreistromland (2010)
- Alles weil mer Pälzer sinn! (Live-Album), Vadderdag (2008)
- Palzlied (2006)
- Hausmacher (2002/2003)
- Feieroowend (1997)